# Joker: Folie à Deux
Joker: Folie à Deux (bra: Coringa: Delírio a Dois; prt: Joker: Loucura a Dois) é um filme americano de 2024, do gênero suspense musical, dirigido por Todd Phillips a partir de um roteiro que coescreveu com Scott Silver. Produzido pela Warner Bros., Village Roadshow Pictures, DC Studios, Bron Creative e Joint Effort e distribuído pela Warner Bros., é uma continuação de Joker (2019). Estrelado por Joaquin Phoenix e Lady Gaga, o enredo é baseado em personagens das história em quadrinhos da DC Comics. No elenco também estão Zazie Beetz, Brendan Gleeson, Jacob Lofland, Harry Lawtey e Catherine Keener.
Joker: Folie à Deux teve sua première no 81º Festival Internacional de Cinema de Veneza em 4 de setembro de 2024 e foi lançado em 4 de outubro de 2024 nos Estados Unidos, pela Warner Bros. O filme acabou dividindo a opinião dos críticos e teve uma recepção inferior ao primeiro filme junto ao público, sendo considerado um fracasso de bilheteria, gerando perdas para o estúdio estimada em quase duzentos milhões de dólares.

## Elenco
- Joaquin Phoenix como Arthur Fleck / Joker / Coringa
- Lady Gaga como Harleen "Lee" Quinzel / Arlequina
- Brendan Gleeson como Jackie Sullivan
- Catherine Keener como Maryanne Stewart
- Steve Coogan como Paddy Meyers
- Harry Lawtey como Harvey Dent
- Zazie Beetz como Sophie Dumond

## Produção

### Desenvolvimento
Enquanto Joker pretendia ser um filme independente sem sequências, a Warner Bros. também pretendia lançar uma nova franquia chamada DC Black, que incluiria filmes baseados em quadrinhos da DC Comics não relacionados ao DCEU com tons mais sombrios e materiais experimentais. Em agosto de 2019, Todd Phillips afirmou que estaria interessado em fazer uma sequência, dependendo do desempenho do filme e do interesse de Joaquin Phoenix. O cineasta afirmou que o filme foi lançado e criado para ser autônomo, "um filme, e é isso". Em outubro de 2019, em uma entrevista, Joaquin Phoenix declarou: "Não consigo parar de pensar nisso... para trabalhar neste filme. Eu não sei se há [mais a fazer]... Porque parecia interminável, as possibilidades de onde podemos ir com o personagem".
Em novembro de 2019, o The Hollywood Reporter anunciou que uma sequência estava em desenvolvimento, embora isso tenha sido posteriormente contestado pelo Deadline Hollywood. Phillips respondeu a esses relatórios, dizendo que havia discussões com a Warner Bros. para uma sequência, mas que não estava atualmente em desenvolvimento. O cineasta mais tarde esclareceu que, apesar dos rumores em andamento, o então futuro filme dirigido por Matt Reeves centrado em Batman não estava relacionado ao Joker. Mais tarde, ele expressou interesse em um potencial filme spin-off centrado em torno de Batman em seu universo de Joker, afirmando: "Eu gostaria de ver alguém enfrentar é como o Batman se parece naquela Gotham. Não estou dizendo que vou fazer isso".
Em maio de 2021, foi declarado que uma sequência de Joker estava em desenvolvimento. Mais tarde naquele mês, Phillips entrou em negociações para atuar como roteirista. Em janeiro de 2022, Willem Dafoe manifestou interesse em aparecer na sequência. Em junho de 2022, a sequência foi oficialmente confirmada para estar em desenvolvimento com Phillips atuando como diretor com um roteiro que ele coescreveu com Scott Silver. O título provisório do projeto foi revelado como Joker: Folie à Deux. Lady Gaga supostamente estava em negociações para estrelar ao lado de Phoenix como Arlequina, e também foi relatado que o filme seria um musical. O salário de Phoenix, como resultado do sucesso comercial do primeiro filme, aumentou de US$ 4,5 milhões para US$ 20 milhões para a sequência.
Em agosto de 2022, Lady Gaga confirmou que estaria no filme.

## Lançamento
Joker: Folie à Deux foi lançado em 4 de outubro de 2024 nos Estados Unidos, pela Warner Bros.

## Recepção

### Bilheteria
Com um orçamento de produção de mais de US$ 190 milhões de dólares (excluindo o gasto em marketing), o filme acabou arrecadando um pouco mais de US$ 206 milhões na bilheteria global. A revista Variety relatou que, para se pagar, Joker: Folie à Deux teria que arrecadar pelo menos US$ 450 milhões, com a Warner Bros estimando em US$ 375 milhões esse valor; a Variety relatou estimativas de que a perda do estúdio com o filme ficaria entre US$ 125 e 200 milhões durante seu período de exibição nos cinemas.

### Crítica
Publicações descreveram o consenso crítico a respeito da recepção de Folie à Deux, após o lançamento seu lançamento, como mista ou negativa. No site agregador de críticas Rotten Tomatoes, 31% das 359 resenhas dos críticos são positivas, com uma classificação média de 4,9/10. O consenso do site diz: "O Coringa de Joaquin Phoenix, que dá nome ao filme, assume o protagonismo em uma sequência que flutua enquanto a história permanece parada, embora a energia imprevisível de Lady Gaga dê a Folie à Deux um pouco de vigor." O Metacritic, que usa uma média ponderada, atribuiu ao filme uma pontuação de 45 em 100, baseado em 62 críticos, indicando críticas "mistas ou médias". O público consultado pelo CinemaScore deu ao filme uma nota média de "D" numa escala de A+ a F (uma queda em relação ao "B+" do primeiro filme, além de ser a nota mais baixa já dada a um filme de quadrinhos),  enquanto os pesquisados pelo PostTrak deram ao filme uma pontuação geral positiva de 40% (com uma média de 1/2 estrelas), com apenas 24% dizendo que definitivamente recomendariam o filme.

## Temas e análise
Críticos observaram que o filme é uma obra de metaficção, projetada para antagonizar intencionalmente o público que era fã do primeiro filme. Em vez de ceder às expectativas da base de fãs do antecessor, o filme serve para repreender aqueles que idolatraram o personagem do Coringa após o filme original. Como um esforço deliberado anti-público, o filme vai contra a noção de fan service, criando uma narrativa autoconsciente que é um comentário sobre sua própria existência. O filme apresenta sequências musicais fora de tom, que contrastam com as expectativas dos fãs após o primeiro filme. Em uma dessas cenas, o Coringa reconhece: "Eu não acho que estamos dando ao público o que ele quer". Lee Quinzel pode ser vista como um substituto para o público que era fã do primeiro filme, com seus comentários sobre se tornar obcecada com o Coringa depois de assistir a um filme de TV baseado em sua vida refletindo o público. O final, onde os crimes de Arthur são julgados e ele é retratado como triste e patético, representa um esforço de Phillips para subverter e minar os espectadores que viram Arthur como um herói no primeiro filme e o julgamento reitera os eventos do primeiro filme de uma maneira que é intencionalmente insatisfatória e alienante para o público. Da mesma forma, a decisão de fazer Arthur renunciar à sua persona de Coringa antes de ser morto de forma pouco cerimoniosa no final do filme também foi interpretada como uma tentativa deliberada dos cineastas de desapontar o público, negando subversivamente aos fãs o desejo de uma narrativa heroica ou simpática.